# Nucula multidentata
Nucula multidentata is een tweekleppigensoort uit de familie van de Nuculidae. De wetenschappelijke naam van de soort is voor het eerst geldig gepubliceerd in 1933 door Prashad.